# Memorial Hubert Wagner 2021
Il Memorial Hubert Wagner 2021 si è svolto dal 9 all'11 luglio 2021 a Cracovia, in Polonia: al torneo hanno partecipato quattro squadre nazionali e la vittoria finale è andata per la nona volta alla Polonia.

## Impianti
|                                                                     |  |  |
|                                                                     |  |  |
| Kraków Arena Città: Cracovia Capienza: 15 328 Anno d'apertura: 2014 |  |  |

## Regolamento

### Formula
La formula ha previsto un girone all'italiana.

### Criteri di classifica
Se il risultato finale è stato di 3-0 o 3-1 sono stati assegnati 3 punti alla squadra vincente e 0 a quella sconfitta, se il risultato finale è stato di 3-2 sono stati assegnati 2 punti alla squadra vincente e 1 a quella sconfitta.
L'ordine del posizionamento in classifica è stato definito in base a:
- Numero di partite vinte;
- Punti;
- Ratio dei set vinti/persi;
- Ratio dei punti realizzati/subiti;
- Risultati degli scontri diretti.

## Squadre partecipanti
| Squadra     | Qualificazione      | Ultima partecipazione       |
| ----------- | ------------------- | --------------------------- |
| Azerbaigian | Wild card           | Debutto                     |
| Egitto      | Wild card           | Memorial Hubert Wagner 2006 |
| Norvegia    | Wild card           | Memorial Hubert Wagner 2006 |
| Polonia     | Paese organizzatore | Memorial Hubert Wagner 2019 |

## Torneo

### Risultati
| 9 luglio 2021 Kraków Arena, Cracovia Durata: ? - Spettatori: ?  | Azerbaigian | 0 - 3 | Egitto      | 16–25, 11–25, 16–25               |
| 9 luglio 2021 Kraków Arena, Cracovia Durata: ? - Spettatori: ?  | Polonia     | 3 - 0 | Norvegia    | 25–13, 25–14, 25–20               |
| 10 luglio 2021 Kraków Arena, Cracovia Durata: ? - Spettatori: ? | Norvegia    | 2 - 3 | Egitto      | 21–25, 25–22, 25–19, 24–26, 13–15 |
| 10 luglio 2021 Kraków Arena, Cracovia Durata: ? - Spettatori: ? | Polonia     | 3 - 0 | Azerbaigian | 25–15, 25–12, 25–10               |
| 11 luglio 2021 Kraków Arena, Cracovia Durata: ? - Spettatori: ? | Azerbaigian | 0 - 3 | Norvegia    | 19–25, 17–25, 14–25               |
| 11 luglio 2021 Kraków Arena, Cracovia Durata: ? - Spettatori: ? | Polonia     | 3 - 0 | Egitto      | 25–13, 26–24, 25–19               |

### Classifica
| Pos. | Squadra     | Pt | G | V | P | SV | SP | Ratio | PF  | PS  | Ratio |
| ---- | ----------- | -- | - | - | - | -- | -- | ----- | --- | --- | ----- |
| 1.   | Polonia     | 9  | 3 | 3 | 0 | 9  | 0  | MAX   | 226 | 140 | 1,614 |
| 2.   | Egitto      | 5  | 3 | 2 | 1 | 6  | 5  | 1,200 | 238 | 227 | 1,048 |
| 3.   | Norvegia    | 4  | 3 | 1 | 2 | 5  | 6  | 0,833 | 230 | 232 | 0,991 |
| 4.   | Azerbaigian | 0  | 3 | 0 | 3 | 0  | 9  | 0,000 | 130 | 225 | 0,577 |

## Classifica finale
| Pos | Squadra     | Rosa |
| --- | ----------- | --- |
|     | Polonia     | Formazione: Łomacz, Drzyzga, Kaczmarek, Kurek, Śliwka, Semeniuk, Kubiak, Fornal, León, Nowakowski, Kochanowski, Bieniek, Huber, Zatorski, CT: Heynen |
|     | Egitto      | |
|     | Norvegia    | |
| 4.  | Azerbaigian | |

## Premi individuali
| Premio                | Nome             | Squadra |
| --------------------- | ---------------- | ------- |
| MVP                   | Wilfredo León    | Polonia |
| Miglior attaccante    | Bartosz Kurek    | Polonia |
| Miglior muro          | Piotr Nowakowski | Polonia |
| Miglior servizio      | Mateusz Bieniek  | Polonia |
| Miglior palleggiatore | Fabian Drzyzga   | Polonia |
| Miglior ricevitore    | Mohamed Issa     | Egitto  |
| Miglior libero        | Paweł Zatorski   | Polonia |